# Najvyšší čas
Najvyšší čas je druhé studiové album skupiny Plus Mínus.

## Popis
Své první album vydali Plus Mínus již v roce 2000. Na nové album (příznačně pojmenované) se tedy čekalo 6 let, mezitím skupina zpívala v angličtině a sestava se několikrát změnila. V roce 2006 se skupina vrátila ke slovenštině (kromě dvou písní) a nahrála nové album, které vyšlo na Slovensku ve vydavatelství Forza a v Česku ve vydavatelství
Žánrově je zde odklon od pop punku prezentovaném na albu 133, místo toho zde skupina kombinuje punk a Post-hardcore.

## Seznam skladeb[4]
1. „Tvoj svet“
2. „Samotári“
3. „Najvyšší čas“
4. „When I Can't Sleep“
5. „Nie som ten“
6. „Samostatný“
7. „Latka (Nič nie je jednoduché)“
8. „Ďalší na rade“
9. „Scared to Live“
10. „Kozmonaut“
11. „Neverím!“
12. „Čierne vrany“
13. „Cháron“

Po písni Cháron následuje skrytá skladba. Skupina uvádí, že album má 13 základních skladeb, 13 minutovou pauzu a 13 sekundovou píseň na konci, ve skutečnosti však celá píseň trvá o něco déle.

## Skupina
- Gza – zpěv
- Wayo – kytara
- Blinker – basa
- Dodo – bicí

### Host
- Anawi – zpěv (2)